# الرديف (وشحة)

تعديل مصدري - تعديل

الرديف هي إحدى قرى عزلة بنى سعد بمديرية وشحة التابعة لمحافظة حجة، بلغ تعداد سكانها 33 نسمة حسب تعداد اليمن لعام 2004.